# الكنائس الخشبية في أوكرانيا
يعود فن عمارة الكنيسة الخشبية في أوكرانيا إلى بداية المسيحية في المنطقة، حيث تضم مجموعة من الأساليب والأشكال الفريدة الخاصة بالعديد من المناطق الفرعية في البلاد. كشكل من أشكال الثقافة العامية، ينتقل بناء الكنائس بأساليب محددة إلى الأجيال اللاحقة. تتنوع الأساليب المعمارية من بسيطة للغاية إلى معقدة، وتنطوي على نجارة ماهرة للغاية وفنية استثنائية في قطع الأخشاب.بجانبtserkvas (الكنائس الكاثوليكية اليونانية أو الأرثوذكسية الشرقية)، هناك عدد لا بأس به من kosciols (الكنائس الكاثوليكية اللاتينية)؛ التي تم الحفاظ عليها في غرب أوكرانيا. بعض هذه الكنائس لا تزال قيد الاستخدام النشط.

## لمحة عامة
تم تحديد ما يقرب من 1900 كنيسة خشبية في أوكرانيا مع نهاية عام 2010. عندما هاجر الأوكرانيون إلى العالم الجديد في أواخر القرن التاسع عشر، استخدم العديد منهم هذه الأشكال الأسلوبية؛ ولكنهم قاموا بتكييف بنائهم مع المواد والظروف البيئية الجديدة (انظر مثلاً كاتدرائية الثالوث المقدس في شيكاغو، إلينوي). وفقًا لمدير معرض لفيف الوطني للفنون، بوريس فوزنيتسكي، فإن الوضع الحالي فيما يتعلق بالحفاظ على الكنائس الفريدة في أوكرانيا صعب للغاية. كان عدد الكنائس التي احترقت في غرب أوكرانيا خلال الحقبة السوفييتية أقل من عدد الكنائس التي احترقت في فترة ما بعد الاتحاد السوفييتي.

## الكنائس الخشبية في غرب أوكرانيا

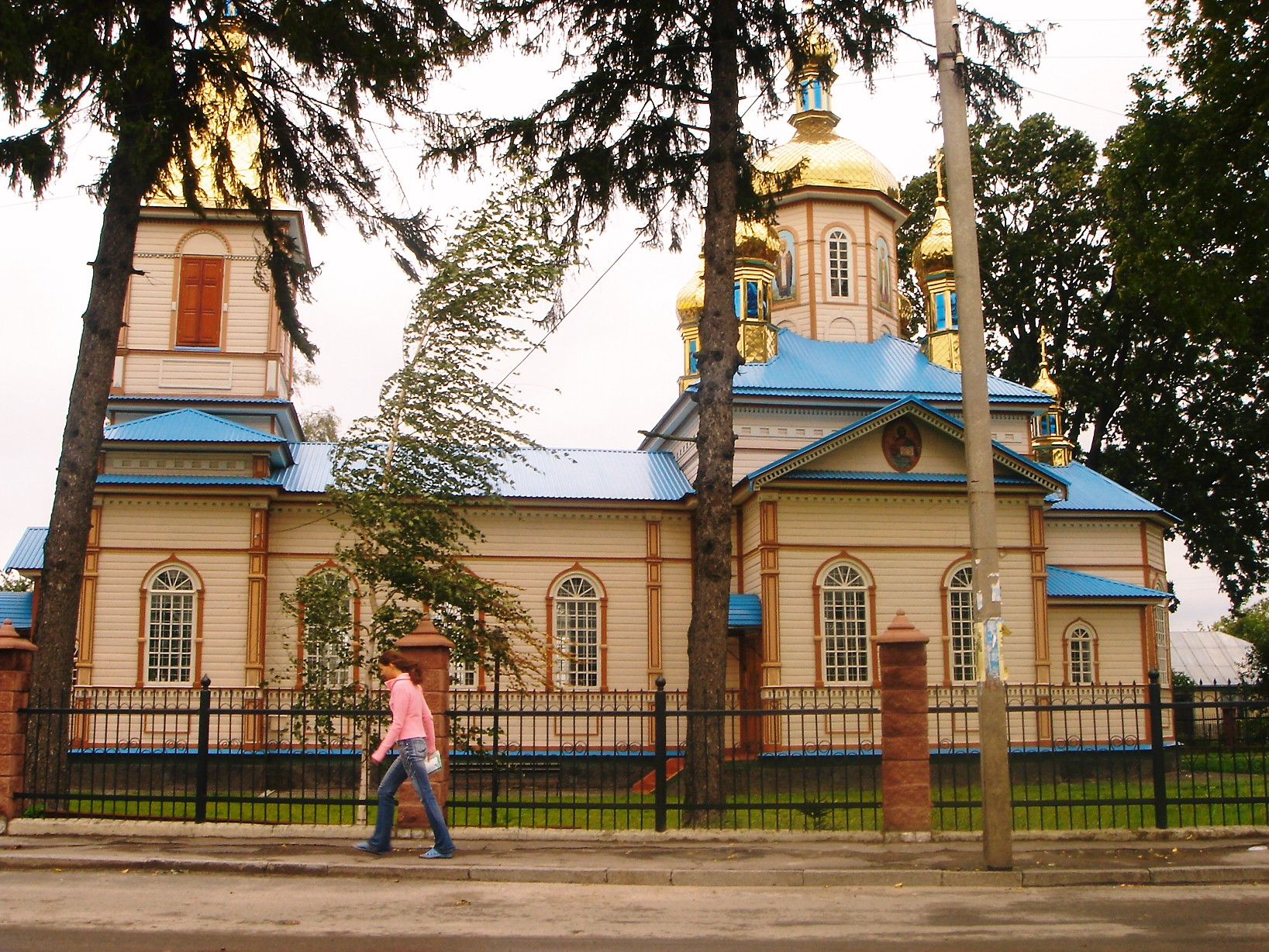
تسيركفا خشبية بالقرب من روفنو، غرب أوكرانيا

من الشائع في جميع المناطق، بطريقة ما، تقنيتان للأسقف: أوباسانيا وهو بنية تدعم السقف المكون من جذوع الأشجار البارزة من الزوايا العليا للجدران الخشبية، و بيداششيا وهو أسلوب يستخدم دعاماتأوباسانيا ، ولكن يمتد السقف بعيدًا بما يكفي؛ لتشكيل بروز مستمر للسقف حول محيط الكنيسة.
تضم منطقة لفيف وحدها 999 كنيسة مسجلة كآثار معمارية- 398 منها ذات أهمية وطنية- غير أن 16 فقط من تلك الكنائس الألف لديها أنظمة إنذار للحريق. خلال حقبة ما بعد الاتحاد السوفيتي، فقدت منطقة لفيف بالفعل حوالي 80 كنيسة بسبب الحرائق. في عام 2009 منحت حكومة المنطقة ما يقرب من 2 مليون ين؛ لتمويل مشاريع ترميم الكنائس.
تعد ثماني كنائس خشبية في غرب أوكرانيا جزءًا من موقع التراث العالمي لـتسيركفا الخشبية في منطقة كارباتيا في بولندا وأوكرانيا.

### بوكوفينا
تتميز الكنيسة البوكوفينية التقليدية بسقف جملوني طويل، ولكن غالبًا ما ينتهي بسقف مفلطح فوق المحراب المُضلع. تظهرأعمال السقفأوباسانيا المُغطاة بألواح خشبية. تم تشييد البناء عادة من جذوع الأشجار، ولكنه غالبًا ما كان مغطى بالطين ومطلي باللون الأبيض، على غرار المنازل ذات الطراز البوكوفيني.

### ليمكو
تستخدم كنائس ليمكو - في أغلب الأحيان- تصميمًا مكونًا من ثلاثة أقسام بأسقف جملونية طويلة جدًا وبرج فوق كل قسم، ويكون البرج الموجود فوق المدخل هو الأطول. يتوج كل برج قمة تُشبه القمة القوطية، وإن كانت مبنية على الطراز الأوكراني.

### هوتسول
كانت كنائس الهوتسول في أغلب الأحيان عبارة عن أبنية صليبية الشكل مكونة من 5 أقسام، وذلك باستخدام جذوع أشجار الصنوبر لتشكيل الجدران مع أروقة من نوع الـأوباسانيا. تتكون القبة المركزية من شكل ثماني، بسقف واسع بدلاً من القبة البصلية. تنفرد كنائس الهوتسول أيضًا باستخدام القصدير أو الأعمال المعدنية في الأجزاء العلوية من الكنيسة، والتي تُستخدم أيضًا في العمارة المنزلية في المنطقة.

### بويكو
تتميز كنائس بويكو بتصميمها المكون من ثلاثة أقسام، حيث يكون الصحن المركزي هو الأكبر. يعد السقف المعقد والمتعدد الدرجات والمكسو بالخشب هو العامل الأكثر تميزًا في تصميم كنيسة بويكو. استخدمت الأبنية التقنيات الأكثر تقليدية، لها جدران بدون إطار وأسقف بدون عوارض خشبية بالإضافة إلى استخدام أوباسانيا وبيداششيا.

### ترنوبل
تعتبر أساليب بناء ترنوبل[مِن قِبَل مَن؟]
```
مزيج من أنماط كارباتيا وكييف. يسود نمطان هما: 
أسلوب صحن ترنوبل
 و
أسلوب صليب ترنوبل
. استخدم أسلوب الصحن شكلًا مستطيلًا طويلًا مع سقف جملوني على نهايات متقابلة مع قبة بصلية صغيرة مزخرفة، غالبًا ما تكون غير مرئية من داخل الكنيسة. يستخدم الأسلوب الصليبي نموذجاً صليبيًا متساوي الأبعاد، مع قبة بصلية مركزية إنشائية، وسقف جملوني فوق كل قسم صليبي. بينما تم بناه من الخشب في القرى، إلا أن هذا الأسلوب غالبًا ما يستخدم البناء في المناطق الحضرية.
```

## قائمة الكنائس الخشبية في منطقة زاكارباتيا
- كنائس سيريدني فوديان
- كنيسة فيرخني فوديان
- كنيسة دانيلوفو
- كنيسة كولودني
- كنيسة كرينيكوفو
- كنيسة نيجني سيليش
- كنيسة أولكساندريفكا
- كنيسة سوكيرنيتسيا
- كنيسة ستيبليفكا

## روابط خارجية
- الكنائس الخشبية في أوكرانيا
- الكنائس الخشبية في روسينز
- الكنائس الخشبية في منطقة لفيف